# Mikser (producent muzyczny)
Mikołaj Skommer (ur. 30 marca 1982), znany jako Mikser i Mixer – polski producent muzyczny i inżynier dźwięku. Współpracuje z większością poznańskich raperów i grup muzycznych. Należy do zespołów: PDG Kartel i Projekt Własny Styl, z którym wydał 4 albumy. Współtworzy także duet z Wojciechem "Słoniem" Zawadzkim, wraz z którym nagrał m.in. album Demonologia (2010) oraz minialbum pt. Wersy, ludzie, hip-hop (2010)

## Dyskografia
Albumy
| Demonologia (oraz Słoń)                | - Data: 24 września 2010 - Wydawca: Unhuman               | 32 |
| Wersy, ludzie, hip-hop (EP; oraz Słoń) | - Data: 13 grudnia 2010 - Wydawca: Unhuman                | 32 |
| Demonologia 2 (oraz Słoń)              | - Data: 4 października 2013 - Wydawca: Unhuman/CD-Contact | 2  |
| Epka                                   | - Data: 15 listopada 2019 - Wydawca: Unhuman              | –  |
| "—" album nie był notowany.            |                                                           |    |

Inne
| Album                                                          | Rok  | Uwagi                                                                         | Źródło |
| -------------------------------------------------------------- | ---- | ----------------------------------------------------------------------------- | ------ |
| Projekt Własny Styl - Hardcore demówka                         | 2001 | członek zespołu                                                               | [ 3 ]  |
| Projekt Własny Styl - Triada                                   | 2002 | członek zespołu                                                               | [ 3 ]  |
| WhiteHouse - Kodex 2: Suplement                                | 2004 | remiks utworu "Taka prawda"                                                   | [ 11 ] |
| Projekt Własny Styl - PDG rapertuar                            | 2004 | członek zespołu                                                               | [ 3 ]  |
| Donguralesko, DJ Kostek - Jointy, konserwy, muzyka bez przerwy | 2006 | remiks utworu "Te typy"                                                       | [ 12 ] |
| Donguralesko - El Polako                                       | 2008 | produkcja utworów "PeDeGie", "Sens tomów" i "Go Poznań"                       | [ 13 ] |
| WSRH - Szkoła wyrzutków                                        | 2012 | gościnny udział w utworach "2", "Nienormalne taśmy 1" i "Nienormalne taśmy 2" | [ 14 ] |

## Teledyski
| Tytuł                                                      | Rok  | Reżyseria/Realizacja             | Album         | Źródło |
| ---------------------------------------------------------- | ---- | -------------------------------- | ------------- | ------ |
| "Od zmierzchu do świtu" (oraz Słoń)                        | 2010 | Michał Sterzyński, Tomasz Jarosz | Demonologia   | [ 15 ] |
| "Początek końca" (oraz Słoń; gościnnie: Tomasz Struszczyk) | 2010 | Evil Eye Studio                  | Demonologia   | [ 16 ] |
| "Szczerze" (oraz Słoń)                                     | 2011 | 4zero4                           | Demonologia   | [ 17 ] |
| "D2B4" (oraz Słoń)                                         | 2013 | 4zero4                           | Demonologia 2 | [ 18 ] |
| "CHCWD" (oraz Słoń)                                        | 2013 | 4zero4                           | Demonologia 2 | [ 19 ] |
| "Tacy sami" (oraz Słoń)                                    | 2013 | Bassmedia                        | Demonologia 2 | [ 20 ] |
| "Gra o tron" (oraz Słoń; gościnnie: Shellerini)            | 2014 | Bassmedia                        | Demonologia 2 | [ 21 ] |
| "Gabinet Luster / WCM3" (oraz Słoń)                        | 2014 | Bassmedia                        | Demonologia 2 | [ 22 ] |

## Nagrody i wyróżnienia
| Rok  | Kategoria                                      | Nagroda                            | Uwagi      | Źródła |
| ---- | ---------------------------------------------- | ---------------------------------- | ---------- | ------ |
| 2011 | Producent roku 2010                            | Podsumowanie 2010/Poznanskirap.com | 2. miejsce | [ 23 ] |
| 2012 | Producent roku 2011                            | Podsumowanie 2011/Poznanskirap.com | 2. miejsce | [ 24 ] |
| 2012 | Teledysk roku 2011 (Słoń, Mikser - "Szczerze") | Podsumowanie 2011/Poznanskirap.com | 2. miejsce | [ 25 ] |
| 2013 | Producent roku 2012                            | Podsumowanie 2012/Poznanskirap.com | 3. miejsce | [ 26 ] |